# Thái bá Hoang
Sái bá Hoang (chữ Hán: 蔡伯荒), tên thật là Cơ Hoang (姬荒), là vị vua thứ ba của nước Sái – chư hầu nhà Chu trong lịch sử Trung Quốc.
Cơ Hoang là con của Sái Trọng Hồ - vua thứ 2 nước Sái. Sau khi Sái Trọng Hồ mất, ông lên nối ngôi.
Sử sách không chép năm lên ngôi và năm mất, cũng như những sự kiện xảy ra trong thời gian Sái bá Hoang làm vua. Sau khi ông mất, con ông lên nối ngôi, tức là Sái Cung hầu.